# Episinus typicus
Episinus typicus là một loài nhện trong họ Theridiidae.
Loài này thuộc chi Episinus. Episinus typicus được Hercule Nicolet miêu tả năm 1849.